# Zaï
Zaï, o también Tassa, es una técnica agrícola tradicional de varios pueblos del Sahel occidental (Burkina Faso, Níger y Malí) para reforestar zonas áridas y para aumentar la fertilidad del suelo. Se realiza antes de la estación de lluvias. Consiste en cavar fosas en la tierra de entre 20 y 30 cm de profundidad (y de ancho), dejando una separación de 90 cm entre sí, lo que permite recoger el agua de lluvias y concentrar compost.
Se cree que el método Zaï es muy antiguo; fue rescatado en los años 80 del siglo XX por el labrador burkinés Yacouba Sawadogo, quien introdujo varias innovaciones en la técnica, como llenar los fosos con estiércol y compost para proporcionar nutrientes a las plantas. El estiércol atrae termitas, cuyos túneles ayudan a romper el suelo y enraizar las plantas mejor y más lejos. Sawadogo también aumentó ligeramente la medida de los hoyos. 
La técnica Zaï mejoró las cosechas de cereales varios, de sorgo y mijo hasta un 500%.
Algunos ingenieros agrícolas sugieren la creación de diques para mejorar el método Zaï, especialmente en el caso de tierras muy ligeras.